# Polígonos industriales de Getafe

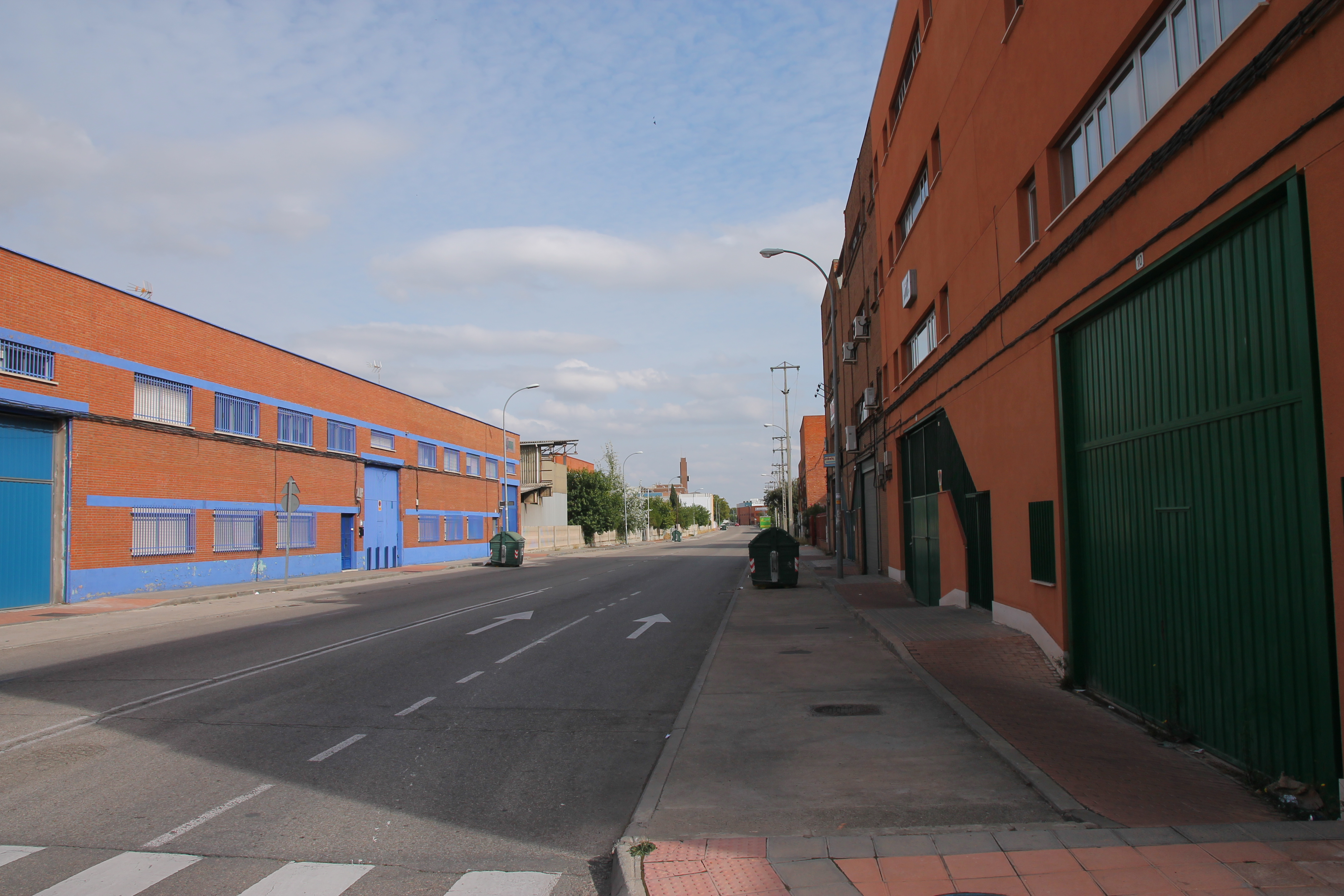
Polígono Los Ángeles

Getafe es una de las ciudades más industrializadas de la Comunidad de Madrid (España), y esa es la principal razón de que la ciudad tenga toda su industria repartida en numerosos polígonos industriales. Dichos polígonos son los siguientes:

## Los Ángeles

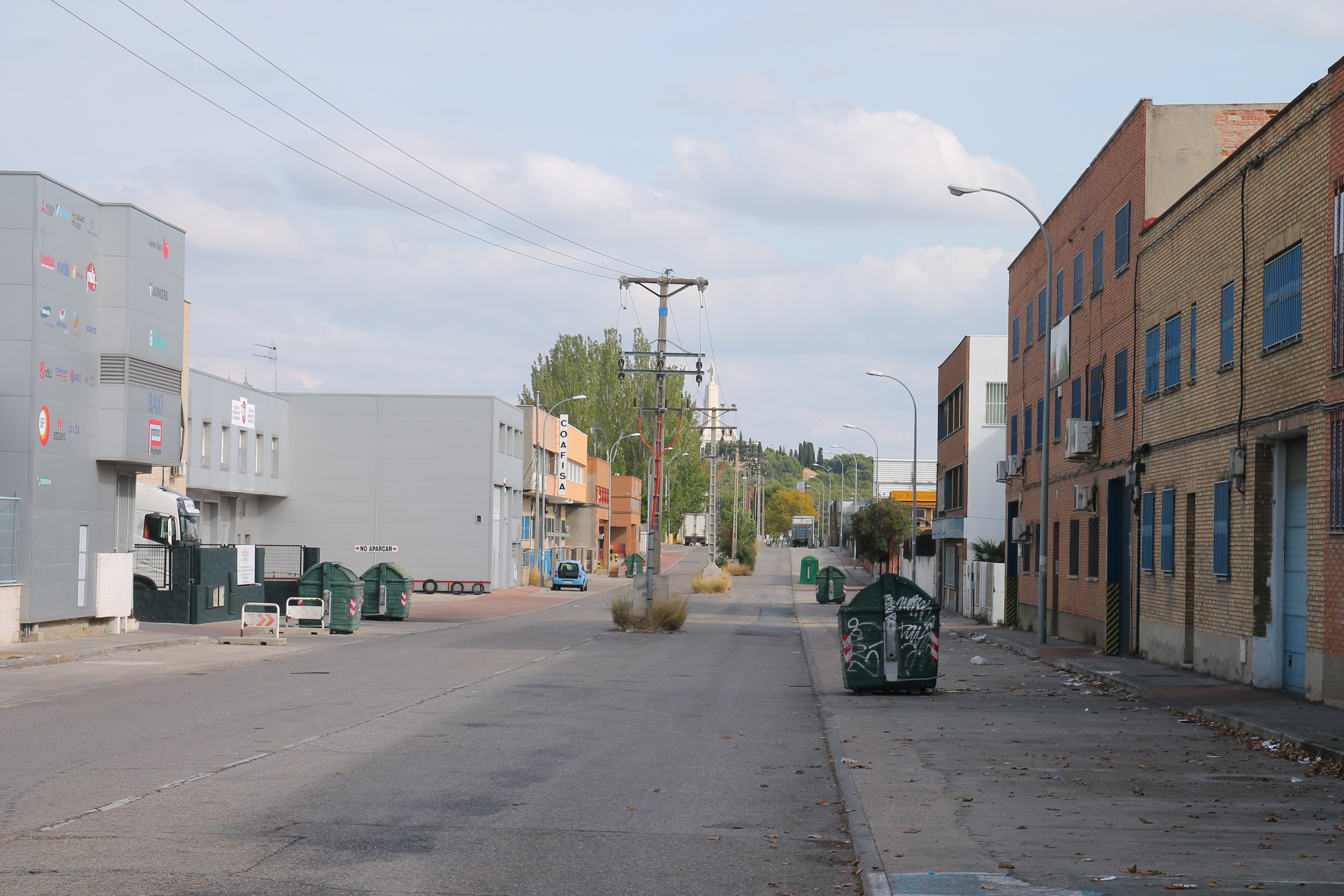
Polígono Los Ángeles

Éste es uno de los polígonos industriales más antiguos, grandes e importantes de la ciudad. Se encuentra al este del centro urbano, entre la Línea C-3 de tren de Cercanías (con la estación de Getafe Industrial) y la autovía A-4, a 13 km de Madrid. Su nombre proviene de su cercanía al Cerro de los Ángeles.

## San Marcos
Es otro polígono bastante grande e importante. Está al sur del polígono de Los Ángeles y unido a éste. La factoría Construcciones Aeronáuticas SA está dentro de él.

## Los Olivos
Es un polígono industrial relativamente moderno, situado al norte del Cerro de los Ángeles, unido a él y a la parte derecha de la autovía A-4, a 12 km de Madrid. En él, está el único camping de la ciudad, el Camping Alpha.

## El Culebro
Polígono construido en torno al año 2000. Está junto a la intersección de las autovías M-50 y A-4, a 16 km de Madrid y en él está el centro comercial y de ocio Nassica, las tiendas de ropa Factory y Decathlon, y Ediciones S.M., entre otros. Su nombre proviene de su cercanía al arroyo Culebro.

## El Rosón
Es uno de los polígonos industriales más antiguos del municipio. Está situado entre la autovía A-42 y el barrio de Las Margaritas. La gran proximidad al centro urbano es el motivo por el cual se está actualmente desmantelando para dar paso a la construcción de un nuevo barrio residencial. Aun así, en este polígono hay fábricas tan importantes como John Deere.

## Los Gavilanes
Es el polígono industrial más reciente de Getafe, Se encuentra al norte y al este de la intersección de la autovía A-4 y de la autovía M-50, con accesos directos a ambas vías. Está formado por dos zonas principales, una a cada lado de la autovía M-50. Su puesta en marcha ha consolidado nuevas inversiones en el municipio de Getafe lideradas por la empresa Decathlon o la multinacional norteamericana COSTCO. Además, cuenta con terrenos cedidos mediante concesión administrativa del Ayuntamiento de Getafe a la Asociación de Transportistas de Getafe para la construcción de un aparcamiento de camiones y zona de servicios para el transporte por carretera.
- Datos: Q6082215
- Multimedia: Industrial parks in Getafe / Q6082215